# Fats Navarro
Fats Navarro, noto anche con lo pseudonimo di Fat Girl, vero nome Theodore (Key West, 24 settembre 1923 – New York, 7 luglio 1950), è stato un trombettista statunitense di genere jazz.
Navarro fu tra i pionieri dello stile bebop alla fine degli anni quaranta a New York: frequentatore delle jam session al Minton's, fece parte del gruppo dei fondatori. Fu amico di Miles Davis, che lo ricorda più volte nella sua autobiografia. Considerato uno dei primi trombettisti jazz moderni, nella sua breve carriera ebbe modo di influenzare molti altri musicisti, Clifford Brown tra gli altri.
Nella famiglia di Navarro scorreva sangue Cubano, Cinese e afroamericano. Cominciò a suonare il pianoforte a sei anni, passando alla tromba a tredici. Dopo il diploma liceale lasciò la Florida facendosi assumere da un'orchestra da ballo diretta nel Midwest.
Fats si stabilì a New York nel 1946, dopo aver passato diverso tempo in tour e ormai stanco della vita itinerante. L'incontro con Charlie Parker, e gli altri pionieri di quello che allora veniva chiamato jazz moderno e sarebbe passato alla storia col nome di bebop trasformò il suo stile e fece di lui uno dei trombettisti di punta della scena jazz. Allo stesso tempo Navarro divenne dipendente dall'eroina, come avvenne a molti musicisti, soprattutto del circolo di Parker, che era un noto tossicodipendente. Fu questa la causa che lo condusse alla tubercolosi e quindi alla morte alla giovane età di 26 anni. Dopo la sua ultima performance pubblica con Charlie Parker al Birdland il primo luglio 1950, Navarro fu ricoverato in ospedale e morì la sera del sette.
Gli sopravvissero la moglie Rena (nata Clark; 1927–1975); la figlia Linda (1949-2014) e la sorella Delores (1932-2010).
Tra i musicisti con cui Navarro collaborò si annoverano Andy Kirk, Billy Eckstine, Benny Goodman, e Lionel Hampton che lo ebbero tra le file delle loro orchestre, Kenny Clarke, Tadd Dameron, Eddie "Lockjaw" Davis, Coleman Hawkins, Illinois Jacquet, Howard McGhee, e Bud Powell con i quali fu in studio di registrazione.

## Discografia
1943
- Andy Kirk - Fare Thee Well Honey c/w Baby, Don't You Tell Me No Lie (Decca 4449)

1944
- Andy Kirk and his Orchestra Live at the Apollo 1944-1947 (Everybody's EV 3003)
- Andy Kirk - Andy's Jive (Swing House (E) SWH 39)
- The Uncollected Andy Kirk - Andy Kirk and his Twelve Clouds of Joy (Hindsight (E) HSR 227)
- Andy Kirk and his Orchestra (no details) (Caracol (F) CAR 424)

1945
- Andy Kirk and his Orchestra (no details) (Swing House (E) SWH 130)
- Billy Eckstine - Together (Spotlite (E) SPJ 100)
- Billy Eckstine - Blues for Sale (EmArcy MG 36029)
- Billy Eckstine - The Love Songs of Mr. "B" (EmArcy MG 36030)
- V.A. - The Advance Guard of the '40s (EmArcy MG 36016)
- Billy Eckstine - You Call It Madness (Regent MG 6058)
- Billy Eckstine - Prisoner of Love (Regent MG 6052)

1946
- Andy Kirk - He's My Baby c/w Soothe Me (Decca 23870)
- Andy Kirk - Alabama Bound c/w Doggin' Man Blues (Decca 48073)
- Billy Eckstine - My Deep Blue Dream (Regent MG 6054)
- Billy Eckstine - I Surrender, Dear (EmArcy MG 36010)
- V.A. - Boning Up the 'Bones (EmArcy MG 36038)
- Billy Eckstine - Mr. B and the Band (Savoy SJL 2214)
- V.A. - The Bebop Era (RCA Victor LPV 519)
- Fats Navarro Memorial - Fats - Bud - Klook - Sonny - Kinney (Savoy MG 12011)
- Earl Bud Powell, Vol. 2 - Burning in U.S.A., 53-55 (Mythic Sound MS 6002-2)
- Fats Navarro Memorial, Vol. 2 - Nostalgia (Savoy MG 12133)
- V.A. - In the Beginning Bebop! (Savoy MG 12119)
- Coleman Hawkins - Bean and the Boys (Prestige PR 7824)

1947
- Illinois Jacquet and his Tenor Sax (Aladdin AL 803)
- V.A. - Opus de Bop (Savoy MG 12114)
- Billy Stewart/Ray Abrams - Gloomy Sunday c/w In My Solitude (Savoy 647)
- Milton Buggs/Ray Abrams - I Live True to You c/w Fine Brown Frame (Savoy 648)
- V.A. - Jazz Off the Air, Vol. 2 (Vox VSP 310)
- The Fabulous Fats Navarro, Vol. 1 (Blue Note BLP 1531)
- Fats Navarro - Fat Girl (Savoy SJL 2216)
- Charlie Parker - Anthropology (Spotlite (E) SPJ 108)
- Coleman Hawkins - His Greatest Hits 1939-47, Vol. 17 (RCA (F) 730625)
- Coleman Hawkins - Body and Soul: A Jazz Autobiography (RCA Victor LPV 501)
- V.A. - All American Hot Jazz (RCA Victor LPV 544)

1948
- Lionel Hampton and his Orchestra 1948 (Weka (Swt) Jds 12-1)
- Lionel Hampton in Concert (Cicala Jazz Live (It) BLJ 8015)
- Fats Navarro Featured with the Tadd Dameron Quintet (Jazzland JLP 50)
- The Tadd Dameron Band 1948 (Jazzland JLP 68)
- Benny Goodman/Charlie Barnet - Capitol Jazz Classics, Vol. 15: Bebop Spoken Here (Capitol M 11061)
- The Fabulous Fats Navarro, Vol. 2 (Blue Note BLP 1532)
- V.A. - The Other Side Blue Note 1500 Series (Blue Note (J) BNJ 61008/10)
- The Complete Blue Note and Capitol Recordings of Fats Navarro and Tadd Dameron  (Blue Note CDP 7243 8 33373-2)
- Earl Coleman - I Wished on the Moon c/w Guilty (Dial 756)
- Dexter Gordon on Dial - Move! (Spotlite (E) SPJ 133)

1949
- The Metronome All Stars - From Swing to Be-Bop (RCA Camden CAL 426)
- Dizzy Gillespie - Strictly Be Bop (Capitol M 11059)
- Jazz at the Philharmonic - J.A.T.P. at Carnegie Hall 1949 (Pablo PACD 5311-2)
- The Amazing Bud Powell, Vol. 1 (Blue Note BLP 1503)
- V.A. - 25 Years of Prestige (Prestige PR 24046)
- Miles Davis/Dizzy Gillespie/Fats Navarro - Trumpet Giants (New Jazz NJLP 8296)
- Don Lanphere/Fats Navarro/Leo Parker/Al Haig - Prestige First Sessions, Vol. 1 (Prestige PRCD 24114-2)

1950
- Charlie Parker - Fats Navarro - Bud Powell (Ozone 4)
- Charlie Parker - One Night in Birdland (Columbia JG 34808)
- Charlie Parker - Bud Powell - Fats Navarro (Ozone 9)
- Hooray for Miles Davis, Vol. 1 (Session Disc 101)
- Miles Davis All Stars and Gil Evans (Beppo (E) BEP 502)
- The Persuasively Coherent Miles Davis (Alto AL 701)
- Hooray for Miles Davis, Vol. 2 (Session Disc 102)